# Kestřany
Kestřany (en allemand : Alt Kesterschan) est une commune du district de Písek, dans la région de Bohême-du-Sud, en République tchèque. Sa population s'élevait à 717 habitants en 2020.

## Géographie
Kestřany se trouve à 8 km au sud-ouest de Písek, à 45 km au nord-ouest de Ceské Budejovice et à 94 km au sud-sud-ouest de Prague.

## Histoire
La première mention écrite du village date de 1338.

## Patrimoine

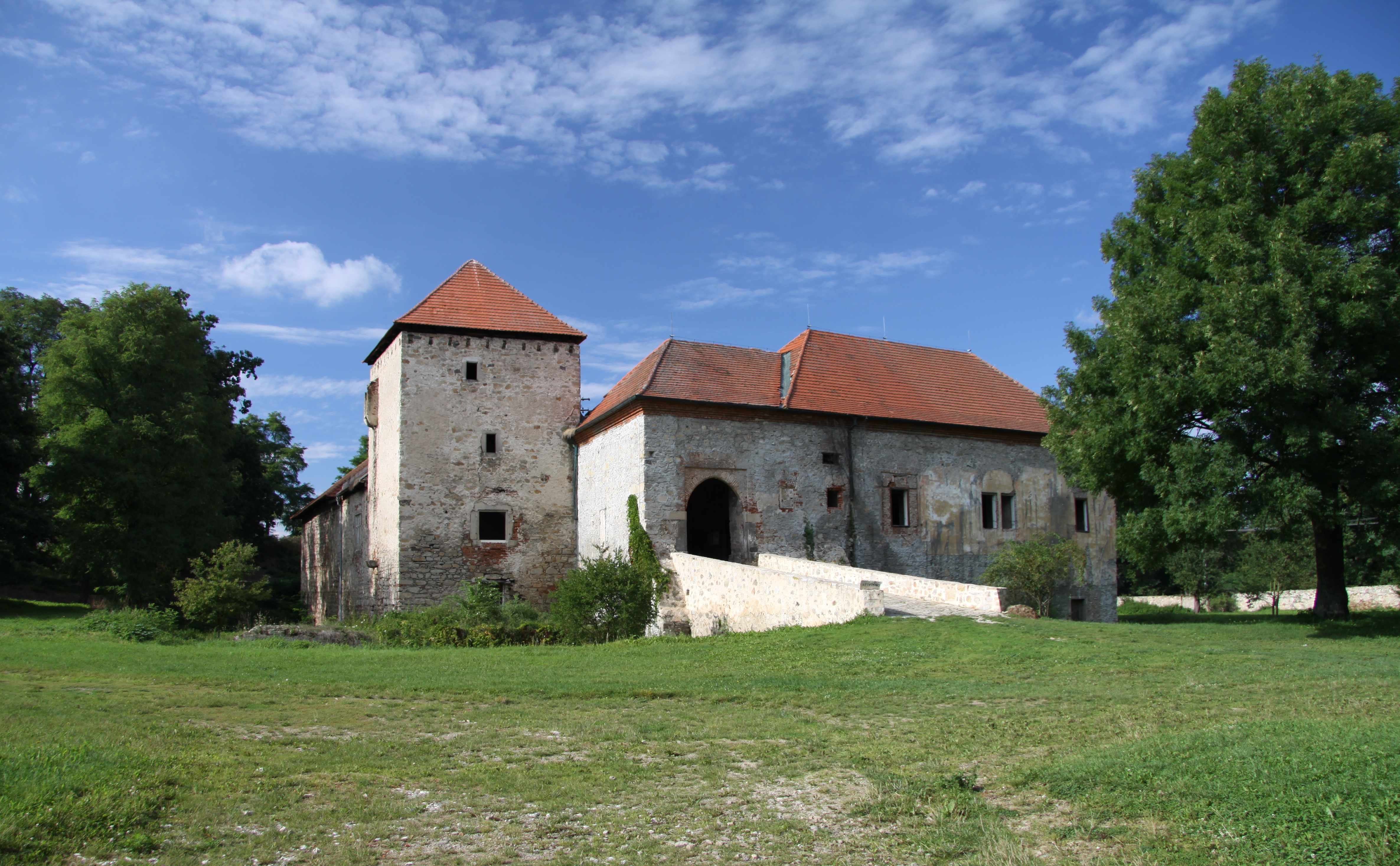
Forteresse de Kestřany.
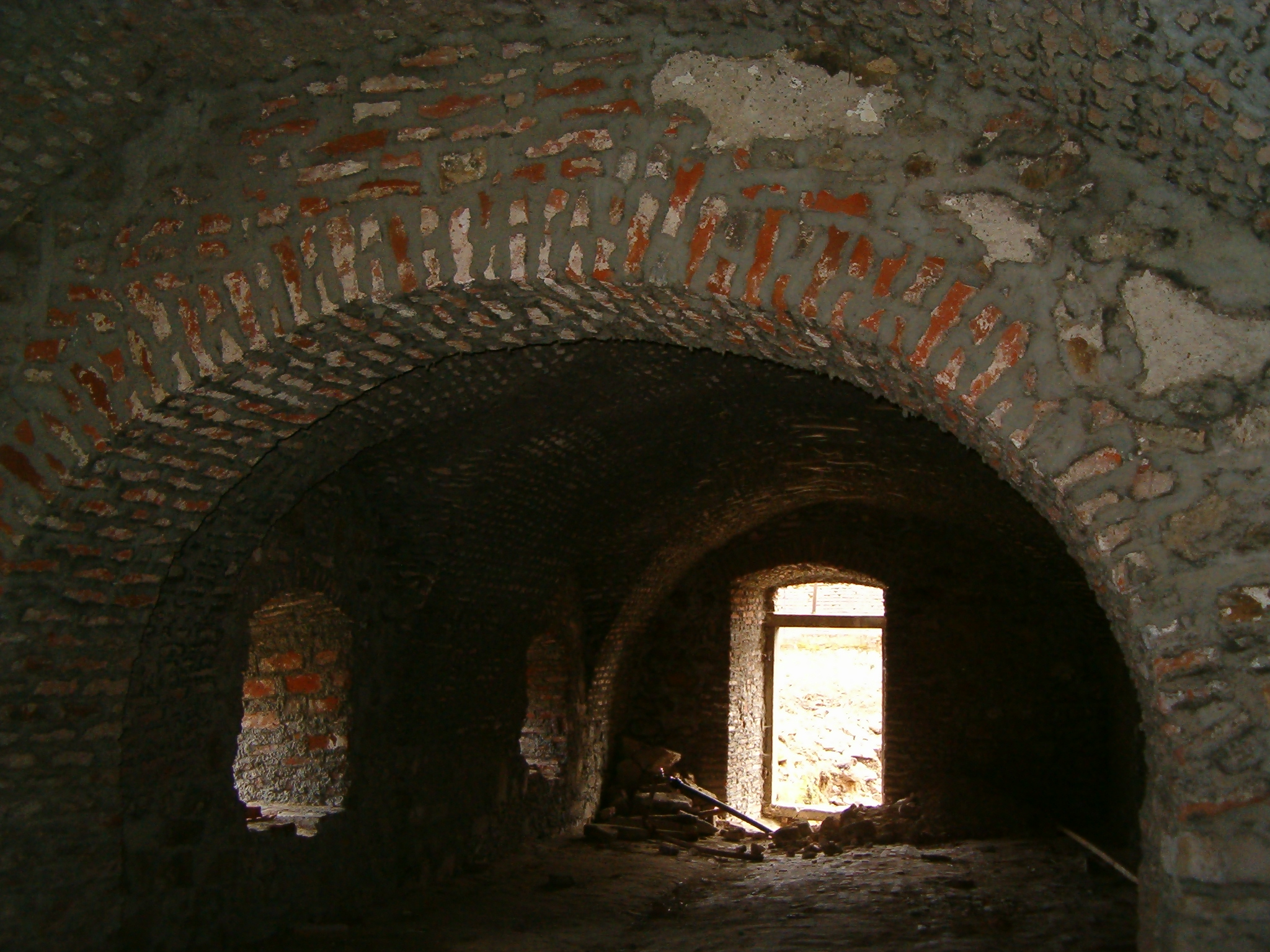
Forteresse de Kestřany.

## Transports
Par la route, Kestřany se trouve à 9 km de Písek, à 14,5 km de Strakonice, à 52 km de Ceské Budejovice et à 110 km de Prague.